# Joseph Lopy
Joseph Romeric Lopy (Ziguinchor, 15 marzo 1992) è un calciatore senegalese, centrocampista del Pau. Con la nazionale senegalese si è laureato campione d'Africa nel 2022.

## Carriera

### Club
Ha segnato un gol in 41 presenze in Ligue 1 con il Sochaux, con cui ha inoltre disputato anche 15 partite in Ligue 2, categoria nella quale ha militato anche col Clermont Foot.

### Nazionale
Ha partecipato al Campionato africano di calcio Under-23 2011 ed alla Coppa delle nazioni africane 2021.

## Statistiche

### Presenze e reti nei club
Statistiche aggiornate al 5 ottobre 2024.
| Stagione             | Squadra              | Campionato           | Campionato | Campionato | Coppe nazionali | Coppe nazionali | Coppe nazionali | Coppe continentali | Coppe continentali | Coppe continentali | Altre coppe | Altre coppe | Altre coppe | Totale | Totale |
| Stagione             | Squadra              | Comp                 | Pres       | Reti       | Comp            | Pres            | Reti            | Comp               | Pres               | Reti               | Comp        | Pres        | Reti        | Pres   | Reti   |
| -------------------- | -------------------- | -------------------- | ---------- | ---------- | --------------- | --------------- | --------------- | ------------------ | ------------------ | ------------------ | ----------- | ----------- | ----------- | ------ | ------ |
| 2011-2012            | Sochaux              | L1                   | 14         | 0          | CF+CdL          | 0+0             | 0+0             | -                  | -                  | -                  | -           | -           | -           | 14     | 0      |
| 2012-2013            | Sochaux              | L1                   | 17         | 0          | CF+CdL          | 1+0             | 0+0             | -                  | -                  | -                  | -           | -           | -           | 18     | 0      |
| 2013-2014            | Sochaux              | L1                   | 10         | 1          | CF+CdL          | 0+1             | 0+0             | -                  | -                  | -                  | -           | -           | -           | 11     | 1      |
| 2014-2015            | Sochaux              | L2                   | 15         | 0          | CF+CdL          | 2+0             | 0+0             | -                  | -                  | -                  | -           | -           | -           | 17     | 0      |
| 2015-2016            | Boulogne             | N1                   | 21         | 4          | CF+CdL          | 3+0             | 1+0             | -                  | -                  | -                  | -           | -           | -           | 24     | 5      |
| 2016-2017            | Clermont Foot        | L2                   | 33         | 3          | CF+CdL          | 3+1             | 3+0             | -                  | -                  | -                  | -           | -           | -           | 37     | 6      |
| 2017-2018            | Clermont Foot        | L2                   | 19         | 2          | CF+CdL          | 0+0             | 0+0             | -                  | -                  | -                  | -           | -           | -           | 19     | 2      |
| Totale Clermont Foot | Totale Clermont Foot | Totale Clermont Foot | 52         | 5          |                 | 4               | 3               |                    | -                  | -                  |             | -           | -           | 56     | 8      |
| 2018-2019            | Orléans              | L2                   | 36         | 4          | CF+CdL          | 5+4             | 1+1             | -                  | -                  | -                  | -           | -           | -           | 45     | 6      |
| 2019-2020            | Orléans              | L2                   | 26         | 5          | CF+CdL          | 1+2             | 0+0             | -                  | -                  | -                  | -           | -           | -           | 29     | 5      |
| Totale Orléans       | Totale Orléans       | Totale Orléans       | 62         | 9          |                 | 12              | 2               |                    | -                  | -                  |             | -           | -           | 74     | 11     |
| 2020-2021            | Sochaux              | L2                   | 31         | 1          | CF              | 3               | 0               | -                  | -                  | -                  | -           | -           | -           | 34     | 1      |
| 2021-2022            | Sochaux              | L2                   | 18+2       | 1          | CF              | 2               | 0               | -                  | -                  | -                  | -           | -           | -           | 22     | 1      |
| 2022-gen. 2023       | Sochaux              | L2                   | 0          | 0          | CF              | 2               | 0               | -                  | -                  | -                  | -           | -           | -           | 2      | 0      |
| Totale Sochaux       | Totale Sochaux       | Totale Sochaux       | 105+2      | 3          |                 | 11              | 0               |                    | -                  | -                  |             | -           | -           | 118    | 3      |
| 2021-2022            | Sochaux 2            | N3                   | 1          | 0          | -               | -               | -               | -                  | -                  | -                  | -           | -           | -           | 1      | 0      |
| 2022-gen. 2023       | Sochaux 2            | N3                   | 2          | 0          | -               | -               | -               | -                  | -                  | -                  | -           | -           | -           | 2      | 0      |
| Totale Sochaux 2     | Totale Sochaux 2     | Totale Sochaux 2     | 3          | 0          |                 | -               | -               |                    | -                  | -                  |             | -           | -           | 3      | 0      |
| gen.-giu. 2023       | Nîmes                | L2                   | 16         | 0          | CF              | -               | -               | -                  | -                  | -                  | -           | -           | -           | 16     | 0      |
| 2023-2024            | Angers               | L2                   | 24         | 3          | CF              | 1               | 0               | -                  | -                  | -                  | -           | -           | -           | 25     | 3      |
| 2024-2025            | Angers               | L1                   | 0          | 0          | CF              | -               | -               | -                  | -                  | -                  | -           | -           | -           | 0      | 0      |
| Totale Angers        | Totale Angers        | Totale Angers        | 24         | 3          |                 | 1               | 0               |                    | -                  | -                  |             | -           | -           | 25     | 3      |
| 2024-2025            | Angers 2             | N3                   | 1          | 0          | -               | -               | -               | -                  | -                  | -                  | -           | -           | -           | 1      | 0      |
| Totale carriera      | Totale carriera      | Totale carriera      | 284+2      | 24         |                 | 31              | 6               |                    | -                  | -                  |             | -           | -           | 317    | 30     |

### Cronologia presenze e reti in nazionale
| Cronologia completa delle presenze e delle reti in nazionale ― Senegal | Cronologia completa delle presenze e delle reti in nazionale ― Senegal | Cronologia completa delle presenze e delle reti in nazionale ― Senegal | Cronologia completa delle presenze e delle reti in nazionale ― Senegal | Cronologia completa delle presenze e delle reti in nazionale ― Senegal | Cronologia completa delle presenze e delle reti in nazionale ― Senegal | Cronologia completa delle presenze e delle reti in nazionale ― Senegal | Cronologia completa delle presenze e delle reti in nazionale ― Senegal |
| Data                                                                   | Città                                                                  | In casa                                                                | Risultato                                                              | Ospiti                                                                 | Competizione                                                           | Reti                                                                   | Note                                                                   |
| ---------------------------------------------------------------------- | ---------------------------------------------------------------------- | ---------------------------------------------------------------------- | ---------------------------------------------------------------------- | ---------------------------------------------------------------------- | ---------------------------------------------------------------------- | ---------------------------------------------------------------------- | ---------------------------------------------------------------------- |
| 9-10-2020                                                              | Rabat                                                                  | Marocco                                                                | 3 – 1                                                                  | Senegal                                                                | Amichevole                                                             | -                                                                      | 69’                                                                    |
| 30-3-2021                                                              | Dakar                                                                  | Senegal                                                                | 1 – 1                                                                  | eSwatini                                                               | Qual. Coppa d'Africa 2021                                              | -                                                                      |                                                                        |
| 5-6-2021                                                               | Dakar                                                                  | Senegal                                                                | 3 – 1                                                                  | Zambia                                                                 | Amichevole                                                             | -                                                                      | 79’                                                                    |
| 1-9-2021                                                               | Thiès                                                                  | Senegal                                                                | 2 – 0                                                                  | Togo                                                                   | Qual. Mondiali 2022                                                    | -                                                                      | 72’                                                                    |
| 7-9-2021                                                               | Brazzaville                                                            | Rep. del Congo                                                         | 1 – 3                                                                  | Senegal                                                                | Qual. Mondiali 2022                                                    | -                                                                      |                                                                        |
| 14-1-2022                                                              | Bafoussam                                                              | Senegal                                                                | 0 – 0                                                                  | Guinea                                                                 | Coppa d'Africa 2021 - 1º turno                                         | -                                                                      | 81’                                                                    |
| 25-1-2022                                                              | Bafoussam                                                              | Senegal                                                                | 2 – 0                                                                  | Capo Verde                                                             | Coppa d'Africa 2021 - Ottavi di finale                                 | -                                                                      | 82’                                                                    |
| Totale                                                                 |                                                                        | Presenze                                                               | 7                                                                      |                                                                        | Reti                                                                   | 0                                                                      |                                                                        |

## Palmarès

### Nazionale
- Coppa d'Africa: 1

Camerun 2021